# Іпельськи Соколец
Іпельськи Соколец (словац. Ipeľský Sokolec) — село, громада округу Левіце, Нітранський край. Кадастрова площа громади — 18.15 км². Протікає річка Єлшовка.
Населення 826 осіб (станом на 31 грудня 2018 року).

## Історія
Іпельськи Соколец згадується 1386 року.

## Населення
| Рік:            | 1994. | 2004.   | 2014.   | 2024.   |
| --------------- | ----- | ------- | ------- | ------- |
| Кількість осіб: | 916   | 864     | 852     | 817     |
| Різниця:        |       | -5,67 % | -1,38 % | -4,10 % |

| Рік:            | 2023. | 2024.   |
| --------------- | ----- | ------- |
| Кількість осіб: | 816   | 817     |
| Різниця:        |       | +0,12 % |